# Liste der Baudenkmäler in Hutthurm
Auf dieser Seite sind die Baudenkmäler in dem niederbayerischen Markt Hutthurm zusammengestellt. Diese Tabelle ist eine Teilliste der Liste der Baudenkmäler in Bayern. Grundlage ist die Bayerische Denkmalliste, die auf Basis des Bayerischen Denkmalschutzgesetzes vom 1. Oktober 1973 erstmals erstellt wurde und seither durch das Bayerische Landesamt für Denkmalpflege geführt wird. Die folgenden Angaben ersetzen nicht die rechtsverbindliche Auskunft der Denkmalschutzbehörde.

## Baudenkmäler nach Ortsteilen

### Hutthurm
| Lage                          | Objekt                             | Beschreibung | Akten-Nr.             | Bild                |
| ----------------------------- | ---------------------------------- | --- | --------------------- | ------------------- |
| Kaltenecker Straße (Standort) | Bildstock                          | Säule mit Plinthe, Standring, verdachtem Tabernakel und Firstkreuz, seitlich Wappen und Inschrift, Granit, bezeichnet 1593 | D-2-75-128-9 Wikidata | Bildstock           |
| Marktplatz (Standort)         | Mariensäule                        | Komposite Säule mit Mondsichelmadonna und Steinsockel, Gusseisen, spätes 19. Jahrhundert | D-2-75-128-3 Wikidata | weitere Bilder      |
| Marktplatz 1 (Standort)       | Katholische Pfarrkirche St. Martin | Saalkirche mit eingezogenem Rechteckchor, Westturm, zweigeschossiger Sakristei, Vorzeichen und Glattputzgliederung mit Lisenen, Maurermeister Severin Goldberger, 1746–50, Westturm spätgotisch, bez. 1483, Giebelschlüsse und Spitzhelm 19. Jahrhundert; mit Ausstattung; Friedhofsmauer, westliche Erweiterung wohl 1852, Kriegerdenkmal für 1866 und 1870–71, zwei Pfeiler mit Eisernem Kreuz, Inschrifttafel, Brunnenbecken und Wappenschild, um 1875–80. | D-2-75-128-2 Wikidata | weitere Bilder      |
| Marktplatz 12 (Standort)      | Gasthaus                           | Mit verputztem Blockbau-Obergeschoss und Flachsatteldach, 18. Jahrhundert | D-2-75-128-5 Wikidata | weitere Bilder      |
| Marktplatz 16 (Standort)      | Brauereigasthof                    | Zweigeschossiger und giebelständiger Satteldachbau mit Dachüberstand und Fassadenstuck, Neurokoko, um 1907, Stuck-Kartusche, bezeichnet 1738 | D-2-75-128-6 Wikidata | weitere Bilder      |
| Marktstraße 38 (Standort)     | Haustür                            | Türblatt mit Sternmotiv, Gerüst bezeichnet 1829 | D-2-75-128-7 Wikidata | Haustür             |
| Marktstraße 47 (Standort)     | Geschnitzte Haustür                | In geschweiftem Türgerüst und Balkonstützen, Granit, neugotisch, um 1890 | D-2-75-128-8 Wikidata | Geschnitzte Haustür |

### Bärnbach
| Lage                  | Objekt    | Beschreibung                                                                                | Akten-Nr.              | Bild      |
| --------------------- | --------- | ------------------------------------------------------------------------------------------- | ---------------------- | --------- |
| Bärnbach 5 (Standort) | Bildstock | Säule auf Standplatte, mit vierseitigem Tabernakel und Giebelkreuz, Granit, bezeichnet 1660 | D-2-75-128-11 Wikidata | Bildstock |

### Gaisbach
| Lage                  | Objekt   | Beschreibung | Akten-Nr.              | Bild     |
| --------------------- | -------- | --- | ---------------------- | -------- |
| Gaisbach 5 (Standort) | Kapelle  | Alte Ausstattung der erneuerten Kapelle, Ende 19. Jahrhundert | D-2-75-128-14 Wikidata | Kapelle  |
| Gaisbach 6 (Standort) | Wohnhaus | Stattlicher zweigeschossiger und firstparalleler Walmdachbau mit stichbogigen Öffnungen im Erdgeschoss, Sohlbank- und profiliertem Traufgesims, 1860, eingebaute Dorfschmiede, 1898 | D-2-75-128-13 Wikidata | Wohnhaus |

### Großthannensteig
| Lage                 | Objekt  | Beschreibung                                         | Akten-Nr.              | Bild           |
| -------------------- | ------- | ---------------------------------------------------- | ---------------------- | -------------- |
| Kugelberg (Standort) | Kapelle | Alte Ausstattung der 1979 wiedererrichteten Kapelle. | D-2-75-128-16 Wikidata | weitere Bilder |

### Hötzdorf
| Lage                   | Objekt                                 | Beschreibung | Akten-Nr.              | Bild           |
| ---------------------- | -------------------------------------- | --- | ---------------------- | -------------- |
| Hötzdorf 10 (Standort) | Katholische Kirche St. Maria Magdalena | Ehemalige Nebenkirche von Hutthurm, Saalkirche mit leicht eingezogenem Rechteckchor, Walmdach, verschindeltem Glockendachreiter und Rahmengliederungen, 1739, im Kern älter, Portal bezeichnet 1868; mit Ausstattung. | D-2-75-128-17 Wikidata | weitere Bilder |

### Kleeham
| Lage                 | Objekt      | Beschreibung | Akten-Nr.              | Bild |
| -------------------- | ----------- | --- | ---------------------- | ---- |
| Kleeham 3 (Standort) | Waldlerhaus | Zugehöriges Waldlerhaus, eingeschossiger Blockbau mit vorschießendem Flachsatteldach und Giebelschrot, 2. Viertel 19. Jahrhundert | D-2-75-128-18 Wikidata | BW   |

### Kringell
| Lage                            | Objekt             | Beschreibung | Akten-Nr.             | Bild               |
| ------------------------------- | ------------------ | --- | --------------------- | ------------------ |
| Kringeller Straße 62 (Standort) | Ehemaliger Gasthof | Stattlicher zweigeschossiger und giebelständiger Mansardwalmdachbau mit Freitreppe, eingeschranktem Vorplatz und Bändergliederung, wohl 1. Drittel 19. Jahrhundert, erneuert 1889 | D-2-75-128-1 Wikidata | Ehemaliger Gasthof |

### Leoprechting
| Lage                                     | Objekt                                               | Beschreibung | Akten-Nr.              | Bild                                            |
| ---------------------------------------- | ---------------------------------------------------- | --- | ---------------------- | ----------------------------------------------- |
| Burgstraße 17 (Standort)                 | Wohnhaus eines Vierseithofes                         | zweigeschossiger und giebelständiger Flachsatteldachbau mit Kniestock, Dachvorschuss, Hauskapelle im Mittelrisalit und Putzdekor, 1874–75, bez. 1876; Toreinfahrt auf der Nordseite, korbbogige Durchfahrt mit Gittertor und Aufsatzfigur des Maurerpoliers Max Aulinger (bez.), 1874–76; Toreinfahrt auf der Westseite, korbbogige Einfahrt mit zwei Löwenfiguren, Figur des hl. Florian und Rahmengliederungen, gleichzeitig. | D-2-75-128-20 Wikidata | weitere Bilder                                  |
| Leoprechtinger Straße (Standort)         | Bildstock                                            | Bildstock an der Abzweigung des Goldenen Steigs, Säule mit verdachtem Tabernakel, Wappen und Firstkreuz, Granit, bezeichnet 1593 | D-2-75-128-24 Wikidata | Bildstock                                       |
| Leoprechtinger Straße 5, 7, 9 (Standort) | Nordflügel der Nebengebäude des ehemaligen Schlosses | 14./15. Jahrhundert und 16. Jahrhundert, zweigeschossige und traufständige Satteldachbau, westlich mit halbrundem Turm, im Mittelteil die Kapelle; mit Ausstattung. | D-2-75-128-22 Wikidata | weitere Bilder                                  |
| Mühlweg 2 (Standort)                     | Reste der Nebengebäude des ehemaligen Schlosses      | Wohnhaus, zweigeschossiger und traufständiger Schopfwalmdachbau mit Eckverstärkungen, im Kern spätgotisch; Teil des östlichen Nebengebäudes des ehem. Schlosses. | D-2-75-128-21 Wikidata | Reste der Nebengebäude des ehemaligen Schlosses |

### München
| Lage                  | Objekt      | Beschreibung                                                                         | Akten-Nr.              | Bild        |
| --------------------- | ----------- | ------------------------------------------------------------------------------------ | ---------------------- | ----------- |
| In München (Standort) | Dorfkapelle | traufständiger Satteldachbau mit Glockendachreiter, bezeichnet 1834; mit Ausstattung | D-2-75-128-26 Wikidata | Dorfkapelle |

### Niederpretz
| Lage                      | Objekt      | Beschreibung                                                     | Akten-Nr.              | Bild        |
| ------------------------- | ----------- | ---------------------------------------------------------------- | ---------------------- | ----------- |
| In Niederpretz (Standort) | Ortskapelle | Alte Ausstattung der erneuerten Dorfkapelle, 18./19. Jahrhundert | D-2-75-128-27 Wikidata | Ortskapelle |

### Oberpretz
| Lage                     | Objekt   | Beschreibung                                                          | Akten-Nr.              | Bild     |
| ------------------------ | -------- | --------------------------------------------------------------------- | ---------------------- | -------- |
| Haus Nummer 5 (Standort) | Hofkreuz | Kruzifixus im Dreinageltypus, bäuerlicher Barock, 18./19. Jahrhundert | D-2-75-128-28 Wikidata | Hofkreuz |

### Tragenreuth
| Lage                      | Objekt      | Beschreibung                                                                                    | Akten-Nr.              | Bild        |
| ------------------------- | ----------- | ----------------------------------------------------------------------------------------------- | ---------------------- | ----------- |
| Tragenreuth 59 (Standort) | Dorfkapelle | Giebelständiger Satteldachbau mit verschindeltem Glockendachreiter, um 1920/25; mit Ausstattung | D-2-75-128-31 Wikidata | Dorfkapelle |

### Wimperstadl
| Lage                     | Objekt      | Beschreibung                                | Akten-Nr.              | Bild        |
| ------------------------ | ----------- | ------------------------------------------- | ---------------------- | ----------- |
| Wimperstadl 3 (Standort) | Ortskapelle | Alte Ausstattung der erneuerten Dorfkapelle | D-2-75-128-32 Wikidata | Ortskapelle |

## Ehemalige Baudenkmäler
In diesem Abschnitt sind Objekte aufgeführt, die früher einmal in der Denkmalliste eingetragen waren, jetzt aber nicht mehr. Objekte, die in anderem Zusammenhang also z. B. als Teil eines Baudenkmals weiter eingetragen sind, sollen hier nicht aufgeführt werden. Aktennummern in diesem Abschnitt sind ehemalige, jetzt nicht mehr gültige Aktennummern.

| Lage                                         | Objekt                                     | Beschreibung | Akten-Nr.              | Bild   |
| -------------------------------------------- | ------------------------------------------ | --- | ---------------------- | ------ |
| Hutthurm Marktplatz 3 (Standort)             | Portal                                     | bezeichnet mit "1687" | D-2-75-128-4 Wikidata  | Portal |
| Auretzdorf 4 (Standort)                      | Bauernhaus eines Vierseithofes             | verputzter Bruchsteinbau mit Flachsatteldach und kleinem Schrot, 1. Drittel 19. Jahrhundert                                                                          | D-2-75-128-10 Wikidata | BW     |
| Brennschinken 4; Brennschinken 11 (Standort) | Halbwalmstadel                             | Zugehöriger breitgelagerter Halbwalmstadel mit alter Verbretterung aus Schwartlingen, Anfang 19. Jahrhundert                                                         | D-2-75-128-12 Wikidata | BW     |
| Großthannensteig 50 (Standort)               | Holzbau mit Dachreiter                     | 2. Hälfte 19. Jahrhundert; mit Ausstattung. | D-2-75-128-15 Wikidata | BW     |
| Kleinthannensteig 7 (Standort)               | Kleinbauernhaus                            | zum Teil offener Blockbau, 1. Hälfte 18. Jahrhundert | D-2-75-128-19 Wikidata | BW     |
| Leoprechting ()                              | Bildstock                                  | bezeichnet mit "1600" | D-2-75-128-25 Wikidata |        |
| Oberpretz 8; Oberpretz 8 a (Standort)        | Traidkasten mit Flachsatteldach            | Zugehöriger langgestreckter Traidkasten mit Flachsatteldach, 1. Drittel 19. Jahrhundert                                                                              | D-2-75-128-29 Wikidata | BW     |
| Tragenreuth Haus Nr. 13 (Standort)           | Portal mit farbig gefaßter Steinmetzarbeit | Bezeichnet mit "1856", am Haus; zugehöriger stattlicher Traidkasten, 1. Drittel 19. Jahrhundert (Anmerkung: Haus Nummer 13 nicht mehr vorhanden, Objekt abgegangen?) | D-2-75-128-30 Wikidata | BW     |